# مجرا (پزشکی)

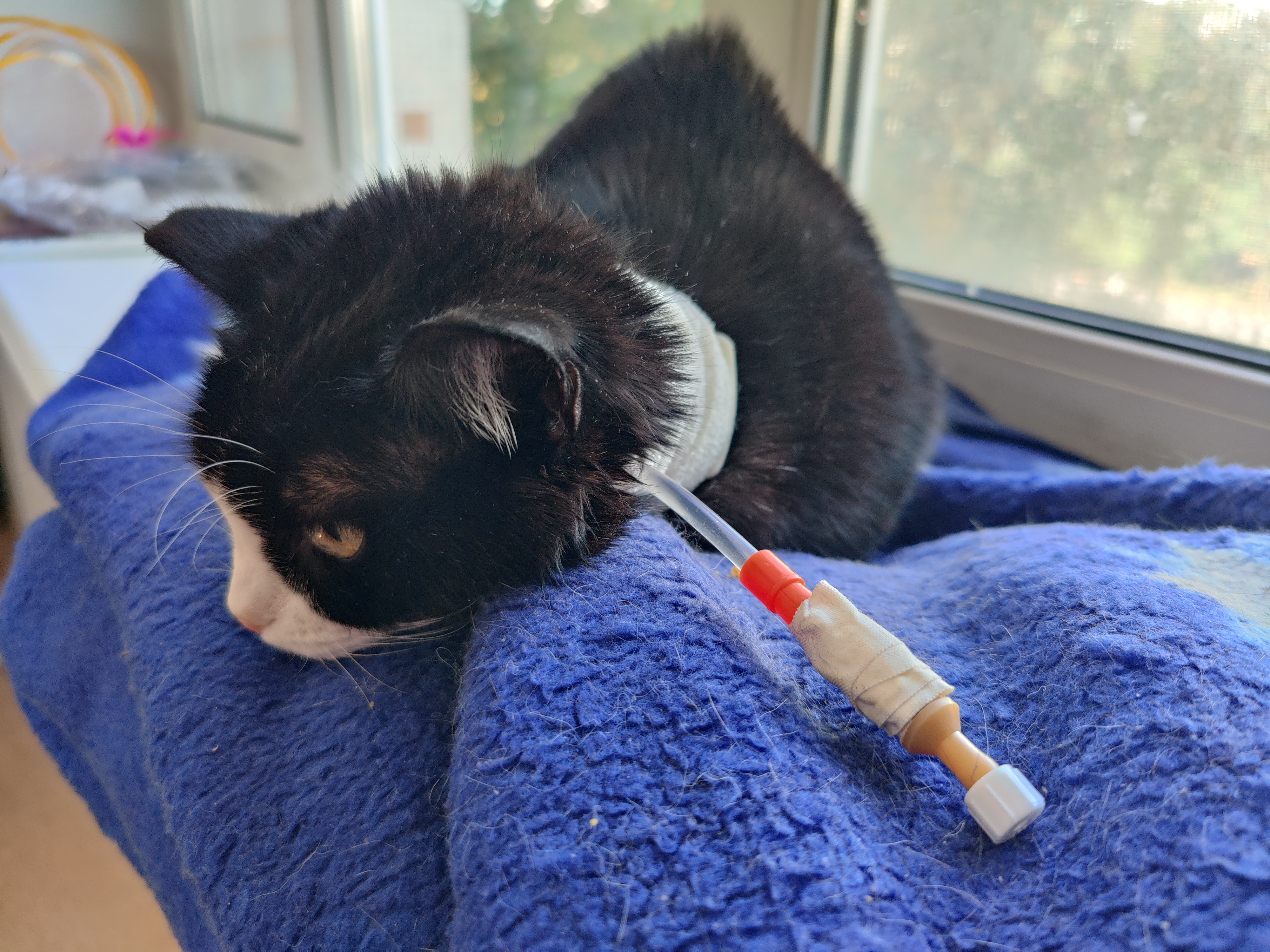

در کالبدشناسی، یک مجرا یا استوما هر منفذی در بدن را شامل می شود. به عنوان مثال، دهان، بینی یا یک مقعد مجراهای طبیعی به شمار می روند. هر اندام توخالی را می توان در صورت لزوم به طور مصنوعی به گونه ای تغییر داد در آن مجرا بوجود بیاید. چنین اندام هایی شامل این موارد می شوند: مری، معده، دوازدهه، درازروده، روده بزرگ، پرده جنب، میزنای ها، مثانه و لگنچه ها می شود. چنین مجراهایی را می توان به صورت دائمی یا موقتی ایجاد کرد. عملیات جراحی که شامل ایجاد یک مجرای مصنوعی شوند، نام هایی دارند که انتهای آن پسوند "ostomy-" می آید و همین نام ها را برای خود آن مجراهای ایجاد شده نیز به کار می برند. به عنوان مثال، کلمه‌ی "colostomy" به معنای ایجاد مقعد مصنوعی یا عملیات ایجاد یک مقعد مصنوعی می باشد (کلمه "colon" به معنای روده بزرگ می باشد). لذا بر این اساس این که در "پرستاری از زخم، اوستومی و بی‎اختیاری" به مجراها اوستومی می گویند چیز عجیبی نخواهد بود.

## کارکرد
این حالت در صورت انسداد سوراخ خروجی طبیعی به هردلیلی از جمله تومور ایجاد می‌شود. استوما محل جدیدی برای فعالیت‌های اساسی بدن است. انواع مختلف استوما وجود دارد. شایعترین آنها تراکئوستومی در نای، اوروستومی در مثانه یا مجاری ادراری و کولوستومی در روده بزرگ هستند.

## انواع
Dacryocystorhinostomy
روده‌ای:
- سکوستومی
- کولوستومی
- دئودنستومی
- ایلئوستومی
- ژژنوستومی
- آپاندکوستومی
- ازوفاژوستومی
- گاستروستومی
- کوله‌سیستوستومی
- کودوکوستومی
- اسکروستومی
- تراکئوستومی
- یوروستومی
- نفروستومی
- یورتروستومی
- سیستوستومی